# Festivalul de film Sundance

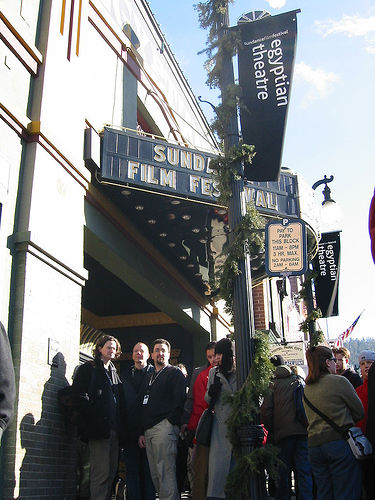
Sundance 2002

Festivalul de film Sundance (în engleză Sundance Film Festival) este un festival de film anual care are loc în statul american Utah începând cu 1978. Este considerat a fi cel mai mare festival al cinematografului independent din Statele Unite ale Americii. 
Desfășurat în ianuarie în orașul Park City, în capitala statului, Salt Lake City și în Ogden, precumș și în stațiunea Sundance Resort, festivalul este un prilej de a ilustra munca creatorilor de film independenţi, atât din Statele Unite cât și din străinătate.
Festivalul are mai multe secțiuni, printre care se pot enumera, secțiunea de concurs pentru filme americane și străine, secțiunea de filme documentare, atât de lung cât și de scurt metraj, precum și un grup de secțiuni aflate în afara concursului, New Frontier, Spectrum și Park City @ Midnight.

## Istoric

### Utah / US Film Festival
Festivalul de film Sundance a început în Salt Lake City în 1978 menit a fi o modalitate de a atrage realizatori de film în Utah. Festivalul a fost inițiat Sterling Van Wagenen (atunci șeful companiei lui Robert Redford, Wildwood), John Earle și Cirina Hampton Catania (ambii fiind membri ai Comisiei de film a statului Utah - Utah Film Commission).